# Lucifer (együttes)
A Lucifer (リュシフェル, Λucifer) egy japán visual kei együttes, amelyet 1999-ben alapítottak. Ugyanebben az évben megjelent az első albumuk, a "Limit Control". A zenét TAKUYA és Chisato írták, de később a zenekar tagjai is elkezdtek zenét írni. Több album és kislemez következett. 2002. október 25-én, a Lucifer bejelentette feloszlását. Ezt követően elindultak az utolsó 9 koncertből álló, "Λucifer Last Live 2002-2003 Energy" néven futó turnéjukra, amely 2002. december 16-tól, 2003. január 10-ig tartott. 2003. január 11-én, miután szerepeltek a Thaiföld televízióban (ez volt egyúttal az első megjelenésük Japánon kívül), az együttes feloszlott és tagjai külön utakon kezdtek járni.
A zenekar még visszatért 2010-ben és 2012-ben.

## Tagok
Makoto – Vokál
- Akinek az igazi neve: Kosinaka Makoto (越中睦)
- Születési idő: 1980. július 15. (44 éves)
- Születési hely: Tokió

Yuki – Gitár
- Akinek az igazi neve: Yuuki Masahiko (結城雅彦)
- Születési idő: 1975. június 20. (49 éves)
- Születési hely: Oszaka

Atsuro – Gitár
- Akinek az igazi neve: Kato Daiszuke (加藤大祐)
- Születési idő: 1977. augusztus 23. (47 éves)
- Születési hely: Fukusima prefektúra

Towa – basszusgitár
- Akinek az igazi neve: Tagucsi Tomonori (田口智則)
- Születési idő: 1968. november 28. (56 éves)
- Születési hely: Aicsi prefektúra

Santa – Dobok
- Akinek az igazi neve: Abe Toru (阿部徹)
- Születési idő: 1975. december 11. (49 éves)
- Születési hely: Jamagucsi prefektúra

## Diszkográfia

### Albumok
- Limit Control (1999)
- Beatrip (2001)
- Element of Love (2002)
- The Best (2002)

### Kislemezek
- Datensi Blue (1999)
- C no Binetsu (1999)
- Tokyo Illusion (2000)
- Carnation Crime (2000)
- Junk City (2000)
- Tsubasa (2000)
- Hyper Sonic Soul (2001)
- Regret (2002)
- Realize (2002)

### Videók
- ~Film~ Escape (2000)
- Be-Trip Tour 2001 (2001)
- ~Film~ Escape 2 (2001)
- Last Tour 2002-2003 Energy Tour Final at Tokyo Kokusai Forum (2003)